# Дхармачакра

Дгарма-колесо

Дхармача́кра, Дгармача́кра (санскр. धर्मचक्र, dharmacakra IAST «колесо дхарми», «колесо закону»; кит. трад. 法輪, спр. 法轮, піньїнь Fǎlún «фалунь»[джерело?]) — символ дхарми, вчення Будди про шлях до просвітління, звільнення від кармічних перероджень у сансарі. Традиційно зображується у вигляді стилізованого колеса з вісьмома спицями (інколи з п'ятьма, шістьма).
Входить до складу 8 благих символів.

## Значення
Зазвичай вісім спиць трактуються як зображення складових Благородного вісімкового шляху.
На деяких зображеннях обабіч Колеса стоять дві газелі як символ буддійської проповіді. Це пов'язано з переказом, що першу проповідь Будди слухали також і ці дві тварини.
Зображення бхавачаки — іншого візуально схожого широко відомого символу у вигляді колеса сансари (санскр. «блукання», «круговорот») демонструє нескінченний кругооберт буття, що характеризується народженням, смертю і новим народженням у різних місцях.

## Буддизм

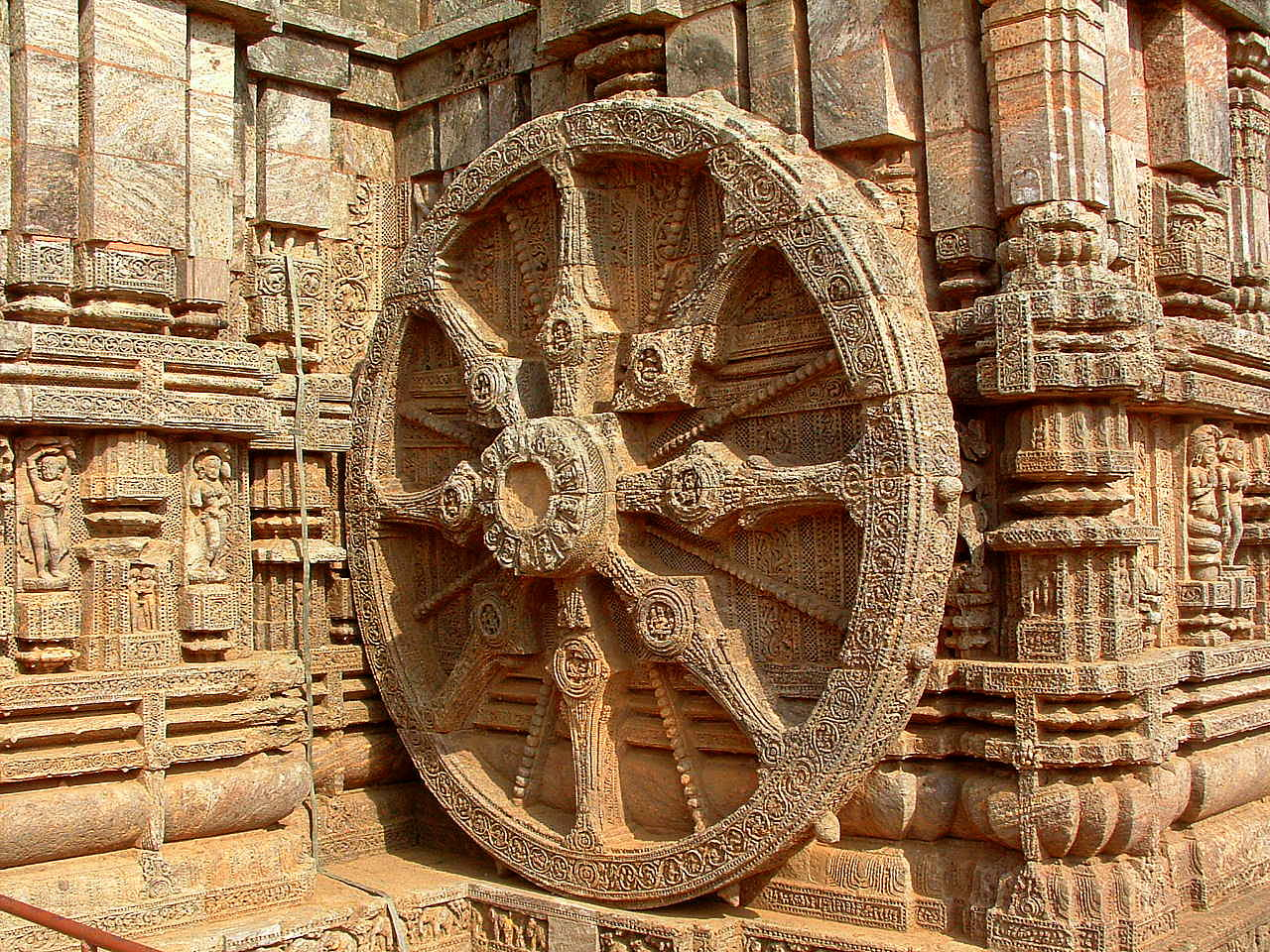
дхармачакра в скульптурній обробці Храму Сонця, Конарк, Орісса, Індія

Історія буддизму в Індії традиційно розділяється буддистами на три періоди, які отримали назву «Три повороти дхармачакри». Обертання колеса символізує виклад і пояснення Закону для порятунку всіх живих істот. Таким чином, Будда є «обертачем колеса» (Чакравартин).
Перший поворот відносять до часу, коли Будда Шак'ямуні виголосив свою бенареську проповідь, яка дістала назву «Сутра запуску дхармачакра» («Дхармачакра-правартана-сутра»).
Другий поворот пов'язують з появою праджняпарамітських сутр, третій — з виникненням вчення віджнянавади.

### Поворот колеса дхарми
Згідно з поглядами Тхеравади Будда одного разу повернув колесо Дхарми в Оленячому парку, в Сарнаттсі, поблизу Варанасі, вимовивши свою першу проповідь Дхаммачакрапаваттана сутта для п'ятьох аскетів.
Другий і третій повороти Тхеравада не визнає такими.

### Три повороти колеса дхарми
Згідно з поглядами шкіл Махаяни Будда тричі повертав Колесо Дхарми: це означає, що він дав три великих цикли повчань, які відповідають різним здібностям учнів і показують їм шлях до неминущого щастя. Відтоді в розпорядженні всіх, хто живе в епоху після появи Будди, є методи, за допомогою яких можна досягти досконалого стану повного просвітлення.
Як вчать найбільш древні нереформованої школи Тхеравади, Будда повертав колесо навчання тільки один раз, під час виголошення дхармачакра-правартана сутти в Варанасі. Подальші повороти Тхеравада відносить до пізніших змін первісної доктрини.
- Перший Поворот Колеса Дхарми

Будда вчив, в основному, Чотирьох благородних істин і Закону Карми, які пояснюють нашу ситуацію в кругообігу існування і стверджують можливість звільнення від всіх страждань і причин страждань. У першому циклі повчань говориться, головним чином, про зовнішню поведінку, якій відповідає моральний кодекс ченця або черниці. Якщо співвіднести ці цикли повчань з різними напрямками буддизму, тоді можна сказати, що перший цикл повчань Будди є основою для традиції Тхеравади.
- Другий Поворот Колеса Дхарми

Будда дав повчання про відносну та абсолютну істини, а також — про взаємозалежне виникнення (Пратітьї самутпади) і порожнечі (шун'яти). Він показав, що речі, які з'являються відповідно до закону причини і наслідку (карма), за своєю природою вільні від дійсного, незалежного існування. У другому циклі повчань говориться про внутрішній настрій, якому відповідає кодекс поведінки мирянина або мирянки, що беруть на себе відповідальність за інших, наприклад, за сім'ю або за будь-які соціальні групи. Цей цикл повчань Будди є основою для Великої Колісниці (Махаяни).
- Третій Поворот Колеса Дхарми

Були дані повчання про властиву всім істотам Прояснену природу (Природу Будди), що містить всі скоєні якості і початкову мудрість Будди. В цьому циклі повчань говориться про аспекти восьмеричного шляху, відповідних моральному кодексу йогінів, які з'єднують чистий погляд на речі з постійною практикою. Третій цикл повчань Будди є основою для Великої Колісниці (Махаяни) і Колісниці Тантри (Ваджраяни).

## Даосизм
Після проникнення буддизму в Китай і його подальшої взаємодії з даосизмом, деякі буддійські образи і символи були запозичені даосами, в тому числі і «дхармачакра».
Наприклад, у творі Чжао Біченя (кит.: 性命 法 诀 明 指) дев'ята глава називається «самообертання дхармачакри». В системі даосизму під дхармачакрою розуміється не дхармічна ідея, а мале небесне коло (кит.: 小 周天) циркуляції ці по каналам ду-май і жень-май.[джерело?]

## Дхармачакра в державній символіці
Дхармачакра розташована по центру сучасного прапора Індії і на її гербі, на гербі Монголії і Шрі-Ланки і на деяких історичних і регіональних прапорах (Прапор Сіккіму).

Прапор Індії
Герб Індії
Герб Монголії
Герб Шрі-Ланки
Прапор Сіккіму
Національний прапор ромів

## Цікаві факти
- У HTML, кодування UTF-8 існує спеціальний символ який відображає колесо дгарми, &# 9784; (десяткове представлення):

☸